# Чефалу
Чефалу̀ (на италиански: Cefalù; на сицилиански: Cifalù, Чифалу) е пристанищен град и община в Южна Италия, провинция Палермо, автономен регион и остров Сицилия. Разположен е на брега на Тиренско море. Населението на общината е 14 393 души (към 2012 г.).